# Park Pobedy (Metro Moskau)

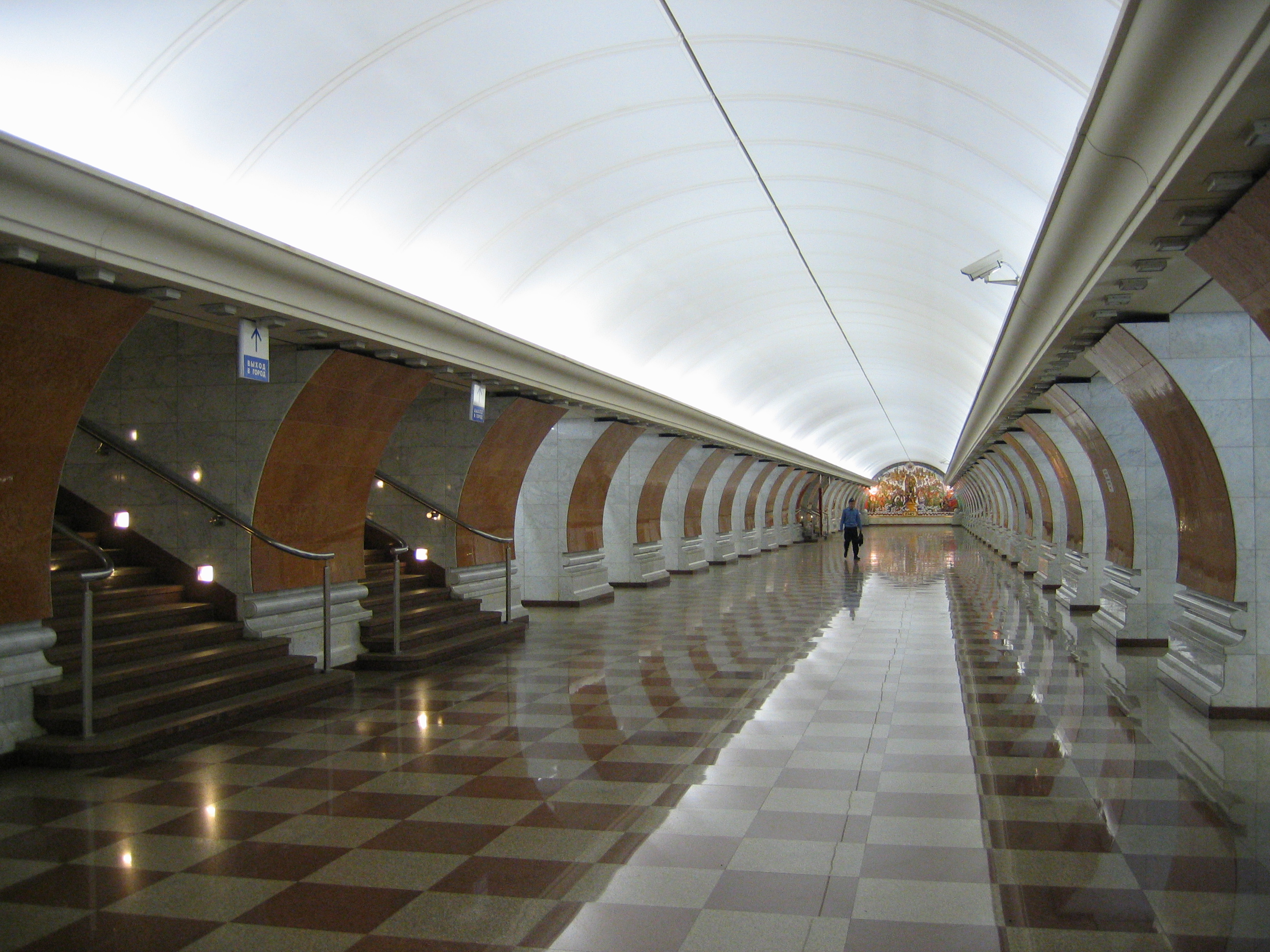
Nördliche Bahnsteighalle

Park Pobedy (russisch Парк Победы Ausspracheⓘ, wörtlich Siegespark) ist ein am 6. Mai 2003 eröffneter U-Bahnhof der Metro Moskau an der Arbatsko-Pokrowskaja-Linie (auch Linie 3 genannt) und der Kalininskaja-Linie (Linie 8).

## Lage
Die Station befindet sich im Westlichen Verwaltungsbezirk Moskaus, direkt unter der Ausfallstraße Kutusowski-Prospekt, die stadtauswärts in die Fernstraße M1 übergeht. In unmittelbarer Nähe der Station liegt der für sie namensgebende, 1995 angelegte „Siegespark“, eine großflächige Parkanlage als Denkmal zum 50. Jahrestag des Sieges der Sowjetunion über Deutschland im Zweiten Weltkrieg. Ebenfalls in der Nähe der Station Park Pobedy liegt das Panoramamuseum der Schlacht von Borodino.
Der Bahnhof verfügt bislang über nur einen Ausgang in eine Fußgängerunterführung unter dem Kutusow-Prospekt, von der man auf beide Seiten der Straße gelangt. Von der Eröffnung bis Januar 2008 war Park Pobedy die westliche Endstation der Linie, inzwischen wurde letztere aber in diese Richtung verlängert. Der nächste Bahnhof Richtung Westen ist Slawjanski Bulwar, Richtung Osten ist es die Station Kiewskaja.
Am 31. Januar 2014 wurde der vorerst isolierte Streckenabschnitt Park Pobedy – Delowoi Zentr der Kalininskaja-Linie in Betrieb genommen; deren Lückenschluss bis Tretjakowskaja ist bis spätestens 2020 geplant.

## Beschreibung

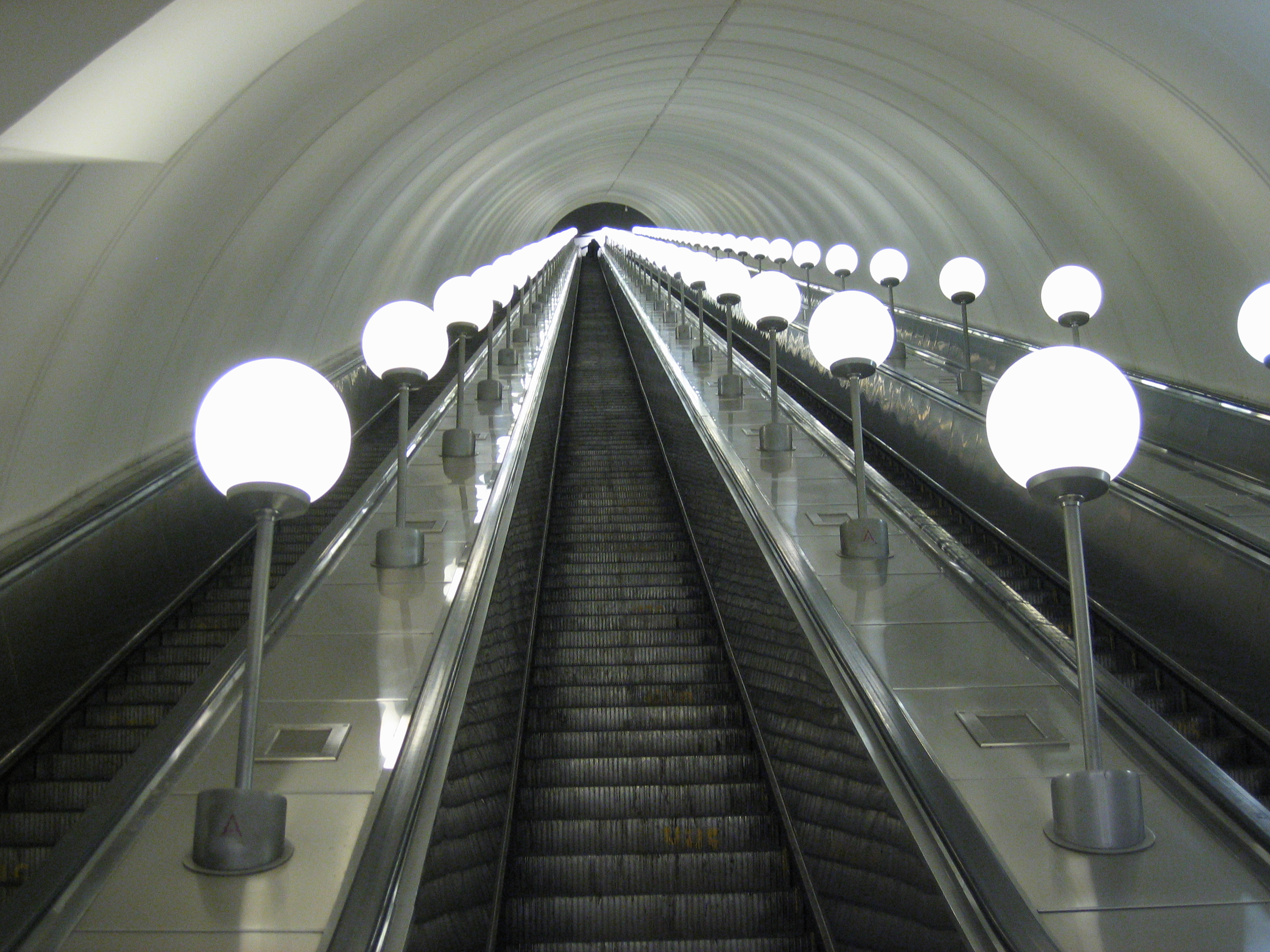
Rolltreppen

Die Bahnsteige befinden sich 84 Meter unter der Erdoberfläche, was Park Pobedy zur gegenwärtig am tiefsten gelegenen Station im Moskauer Metronetz macht. Die Rolltreppen, die von der Zwischenebene bis auf einen der beiden Bahnsteige führen, sind mit 126 Metern entsprechend lang. Sie waren die längsten zusammenhängenden Rolltreppen der Welt, bis sie 2011 von den Rolltreppen der Station Admiralteiskaja der Metro Sankt Petersburg mit 137 Metern übertroffen wurden. Von der Schalterhalle, die sich auf dem Niveau der Fußgängerunterführung befindet, zur etwas tiefer gelegenen Zwischenebene führen andere, wesentlich kürzere Rolltreppen.
Die Station hat zwei separate Bahnsteighallen mit insgesamt vier Gleisen, von denen gegenwärtig drei genutzt werden. Die nördliche Halle dient Zügen in westlicher Richtung, wobei das rechte Gleis für die Kalininskaja-Linie bislang nicht genutzt wird, die südliche Halle Zügen in östlicher Richtung der Arbatsko-Pokrowskaja-Linie sowie vorerst als Wendestelle für Züge der Kalininskaja-Linie. Beide Bahnsteighallen sind mit Brücken über den Gleisen an zwei Stellen miteinander verbunden. Die zum Ausgang führenden Rolltreppen befinden sich am westlichen Ende der Südhalle; wer also aus dem Moskauer Zentrum ankommt, erreicht den Ausgang nur über eine der Brücken zur gegenüberliegenden Bahnsteighalle.

## Architektur
Beide Bahnsteighallen wurden relativ prunkvoll gestaltet. Wie es bei Stationen der Moskauer Metro vielfach der Fall ist, sind die jeweiligen beiden Gleisbereiche vom Mittelteil der Halle durch Pylonreihen getrennt. Die Pylonen sowie die Wände an den Gleisen sind mit weißem und hellbraunem Marmor verkleidet, der schachbrettartige Fußbodenbelag wurde in grauem und schwarzem Granit ausgeführt.
Die Wand am westlichen Ende der Nordhalle sowie am östlichen Ende der Südhalle ist mit Malereien geschmückt, die, angelehnt an die Lage der Station zwischen dem Borodino-Museum und dem Siegespark, thematisch an die Siege Russlands im Krieg gegen Napoleon 1812 und im Zweiten Weltkrieg (Darstellung des Sowjetischen Ehrenmals im Treptower Park in Berlin) angelehnt sind. Sie wurden vom bekannten georgisch-russischen Bildhauer Surab Zereteli erschaffen.

## Ausbauplanungen
Für 2016 ist die Eröffnung der westlichen Verlängerung der Kalininskaja-Linie zunächst um drei Stationen bis Ramenki geplant (für 2017 weitere sieben Stationen über Solnzewo nach Rasskasowka, mit Umbenennung der Linie in Kalininsko-Solnzewskaja-Linie). Damit würden die zwei entsprechenden Gleise in die beiden Bahnsteighallen, darunter das gegenwärtig ungenutzte in der Nordhalle, zu Durchgangsgleisen. Mittel- bis langfristig soll vom östlichen Ende der Nordhalle aus ein zweiter Ausgang gebaut werden.